# Quartier du Gros-Caillou
Pour les articles homonymes, voir Gros et Gros caillou.
Le quartier du Gros-Caillou est le 28e quartier administratif de Paris, situé dans le 7e arrondissement.

## Origine du nom
À l’origine du nom se trouve probablement une borne naturelle, peut-être un bloc de pierre remontant aux âges préhistoriques, limitant les seigneuries de Saint-Germain et de Sainte-Geneviève. Cet endroit, dont les premières mentions connues sont de 1510 et 1523, portait également le nom de « Vert-Buisson ».

Quartiers du 7ᵉ arrondissement de Paris.

## Historique

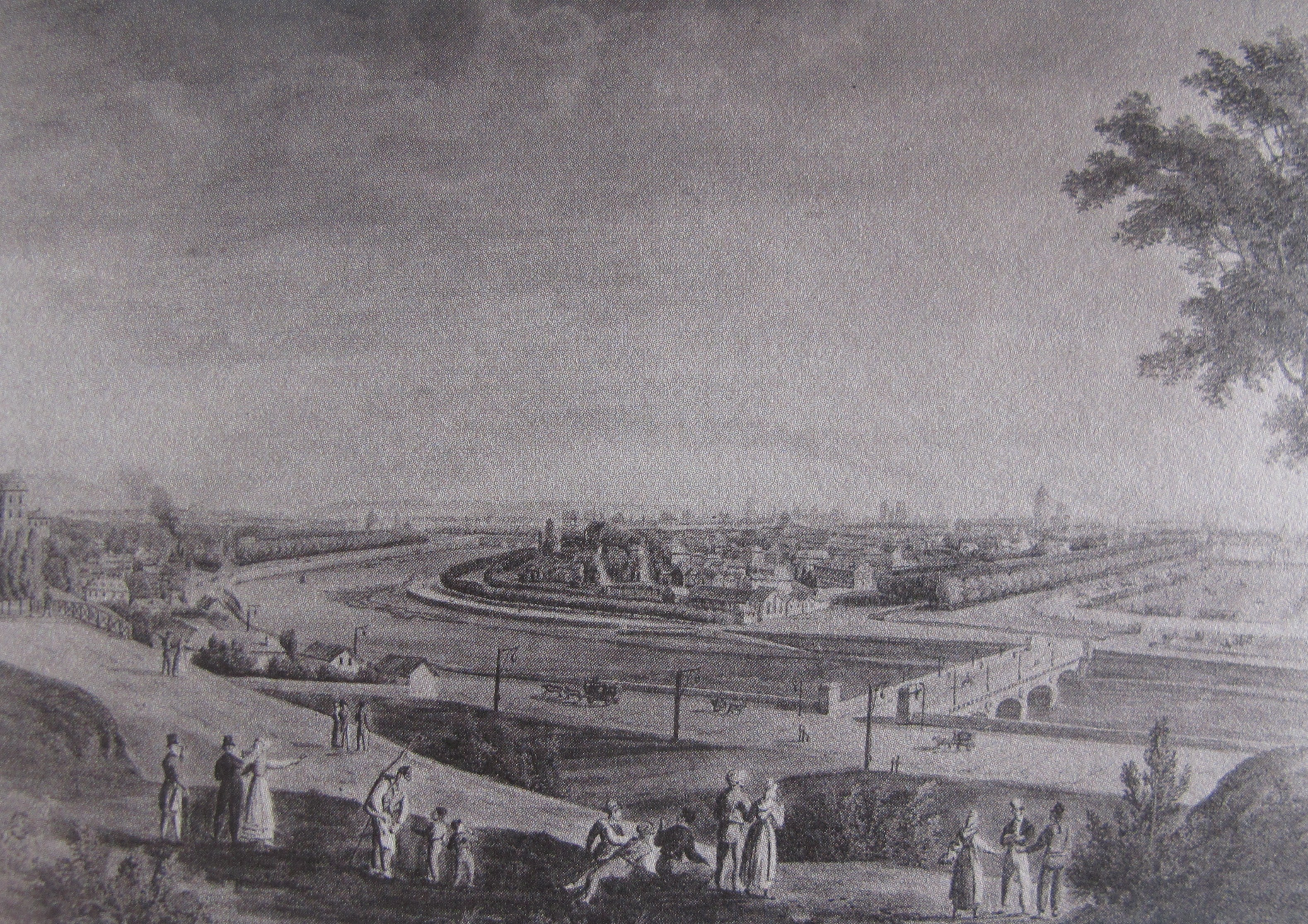
La paroisse du Gros-Caillou au début du XIXe siècle (années 1820 ou 1830), vue de Chaillot.

Le quartier s’étend à l’emplacement de l’ancienne île des Cygnes et de la partie est de la plaine de Grenelle. Cette île était séparée de la terre ferme par un chenal, la « petite Seine », comblé en partie à partir de 1786 dans sa partie est (amont) au niveau de l'emplacement de l'actuelle rue Surcouf et en totalité en 1812 sur la partie du Champ-de-Mars où est établie la tour Eiffel. La rue de l’Université, de la rue Surcouf à l'avenue Bosquet, se situe approximativement sur l’ancien chenal.
Jusqu'à la fin du XVIIe siècle, la plaine de Grenelle était un territoire inhabité, champs, jardins potagers et terrains de chasse.
Le début de l'urbanisation date de l'extrême fin de ce siècle et du début du XVIIIe siècle avec l'installation d'artisans et d'ouvriers du chantier de l'hôtel des Invalides autour de la rue Saint-Dominique et de la rue de Grenelle. Le quartier se développe avec l'arrivée des ouvriers des chantiers du palais Bourbon, de l'École militaire et l'extension des chantiers de bois de la Grenouillère au port du Gros-Caillou.
À la suite du comblement total du chenal entre l'île des Cygnes et la terre ferme en 1812 et de l'ouverture du pont d'Iéna, la construction de bâtiments devant accueillir des archives et une université est projetée sur un emplacement compris entre les actuels quai Branly, avenue Rapp, rue de l'Université et avenue Bosquet, à proximité du palais du Roi de Rome sur l'autre rive. Ces projets sont abandonnés à la chute de l'Empire.

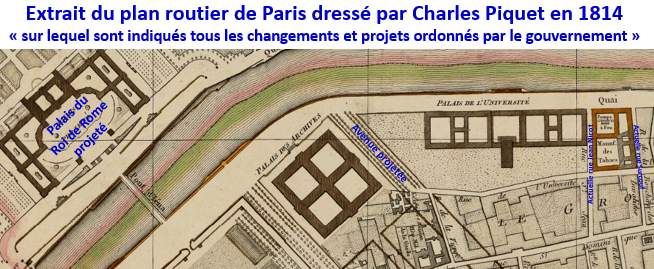
Projet pour le quartier de Gros-Caillou en 1814.

On y trouvait au XIXe siècle une manufacture de tabac, située sur le quai d'Orsay, près d'une triperie et d'une pompe à feu. Cette manufacture était « l'une des plus grandes usines de Paris, employant plus d'un millier d'ouvriers ».
La manufacture sera définitivement fermée en 1905 et détruite en 1909.
Des bâtiments officiels sont construits sur le quai d'Orsay au cours du XIXe siècle, dépôt des marbres devenu le garde-meubles à l'emplacement de l'actuel musée du quai Branly, entrepôt des douanes, Magasin central des hôpitaux militaires autour de l'actuelle rue Cognacq-Jay, Écurie de l'Empereur, actuel palais de l'Alma.
Les avenues Rapp et Bosquet sont percées sous le Second Empire.
Jusqu'au milieu du XXe siècle, la partie est du quartier entre le boulevard de La Tour-Maubourg et l'avenue Bosquet avait conservé de sa fondation et de la manufacture des tabacs un caractère populaire et garde au XXIe siècle cette image villageoise autour de rues commerçantes bordées de petits immeubles autour de la rue Saint-Dominique et de la rue de Grenelle.
Les avenues Rapp et Bosquet, les lotissements des terrains  entre le quai d'Orsay et la rue de l'Université de l'ancienne manufacture des tabacs en 1909, de l'ancien parc Magic City en 1926, de ceux d'une partie du Champ-de-Mars en 1907 donnent au reste du quartier aux voies bordées d'immeubles haussmanniens ou post-haussmanniens un caractère résidentiel.

## Principaux sites
- Tour Eiffel

### Ambassades
- Ambassade de Bulgarie en France, avenue Rapp
- Ambassade du Costa Rica en France, square Rapp
- Ambassade de Roumanie en France, rue de l'Exposition
- Ambassade du Sénégal en France, avenue Robert-Schuman

### Espaces verts
- Champ-de-Mars
- Esplanade Habib-Bourguiba

### Lieux de culte
- Cathédrale de la Sainte-Trinité de Paris (orthodoxe russe)
- Église Saint-Pierre-du-Gros-Caillou
- Église américaine de Paris

## Personnalités du quartier
- Gisèle Halimi, avocate française, vivait au 174 rue de l'Université. La promenade Gisèle-Halimi, située dans le quartier, porte son nom en sa mémoire[6]. Vivaient dans le même immeuble au même moment : Jean-Claude Servan-Schreiber et Mordechai Limon.
- Jules Rimet, né à 30 kilomètres à l'ouest de Vesoul et fondateur de la Coupe du monde de football, habita rue de Grenelle durant sa jeunesse[7].
- Jules Lavirotte a laissé des réalisations Art nouveau, dont la façade d'un immeuble (qui porte son nom) classé aux monuments historiques en 1964, situé au 29, avenue Rapp[8].